# Mark Jarzombek
Mark Jarzombek (* 1954) je americký historik architektury, autor a kritik. Od roku 1995 slouží jako ředitel oddělení historie teoretického kriticismu na katedře architektury na MIT v Cambridgi v Massachusetts ve Spojených státech. Jarzombek získal architektonické vzdělání na ETH v Curychu, kde promoval v roce 1980. Odtud odešel do MIT, kde v roce 1986 získal doktorát. Do roku 1994 učil na Cornell University. Píše na celou řadu témat, od renesanční architektury po současnou kritiku. V roce 2005 byl členem Uměleckého institutu Sterlinga a Francine Clarkových (Williamstown, Massachusetts), v roce 2002 členem Kanadského centra pro architekturu (Montreal), v roce 1993 členem Institutu pokročilých studií (Princeton) a v roce 1986 členem Gettyho centra historie umění a humanitních věd (Santa Monica).

## Výběr z díla
- O Leonovi Battistovi Albertim, jeho literární a estetické teorie (MIT Press, 1989)
- Design MIT: Architektura Williama Wellese Boswortha (Boston: Northeastern University Press, October 2004).
- Psychologizace moderny: Umění, architektura a historie (Cambridge University Press, 2000).
- Městská heterologie: Drážďany a dialekty posttraumatické historie Studie v seriálu teoretické a aplikované estetiky Část 2 (Lund: Lund University, 2001).
- Globální historie architektury s Vikramem Prakashem a Frankem Chingem (New York: Wiley & Sons, srpen 2006)
- Posttraumatický obrat a umění Walida Ra´ada a Krzysztofa Wodiczka (University Press of New England, 2006)